# Amity (Oregon)
Amity é uma cidade localizada no estado norte-americano de Oregon, no Condado de Yamhill.

## Demografia
Segundo o censo norte-americano de 2000, a sua população era de 1478 habitantes. 
Em 2006, foi estimada uma população de 1464, um decréscimo de 14 (-0.9%).

## Geografia
De acordo com o United States Census Bureau tem uma área de 
1,6 km², dos quais 1,6 km² cobertos por terra e 0,0 km² cobertos por água. Amity localiza-se a aproximadamente 50 m acima do nível do mar.

## Localidades na vizinhança
O diagrama seguinte representa as localidades num raio de 20 km ao redor de Amity. 